# Salvinia martynii
Salvinia martynii là một loài dương xỉ trong họ Salviniaceae. Loài này được Kopp mô tả khoa học đầu tiên năm 1936.
Danh pháp khoa học của loài này chưa được làm sáng tỏ. 